# Hayabusa-Klasse
Die Hayabusa-Klasse ist eine Klasse von sechs Flugkörperschnellbooten der japanischen Maritimen Selbstverteidigungsstreitkräfte, die seit 2002 in Dienst steht.

## Allgemeines
Ab den 1960er Jahren ersetzten Flugkörperschnellboote langsam die klassischen Torpedoschnellboote für den Einsatz im Küstenvorfeld. Die japanischen Maritimen Selbstverteidigungsstreitkräfte (JMSDF) unterhielten für diesen Zweck, im Vergleich zu anderen Marinen, nur eine kleine Anzahl an Schnellbooten und erst ab den 1990er Jahren handelte es sich mit der PG-1-Klasse um Flugkörperschnellboote. Da sich die Einheiten der PG-1-Klasse in ihrer Auslegung als Tragflügelboote im Seeraum des Japanischen Meeres aber nicht bewährten, wurden zwischen 2000 und 2004 sechs Einheiten eines konventionellen Entwurfs bei Mitsubishi Heavy Industries in Shimonoseki gebaut. Diese Boote verfügten im Vergleich zu ihrer Vorgängerklasse um bessere Seeeigenschaften und eine stärkere Bewaffnung.
Je zwei Boote der Klasse bilden eine Division, welche den drei am Japanischen Meer gelegenen Marinedistrikten (Ōminato, Maizuru und Sasebo) der JMSDF zugeordnet sind.

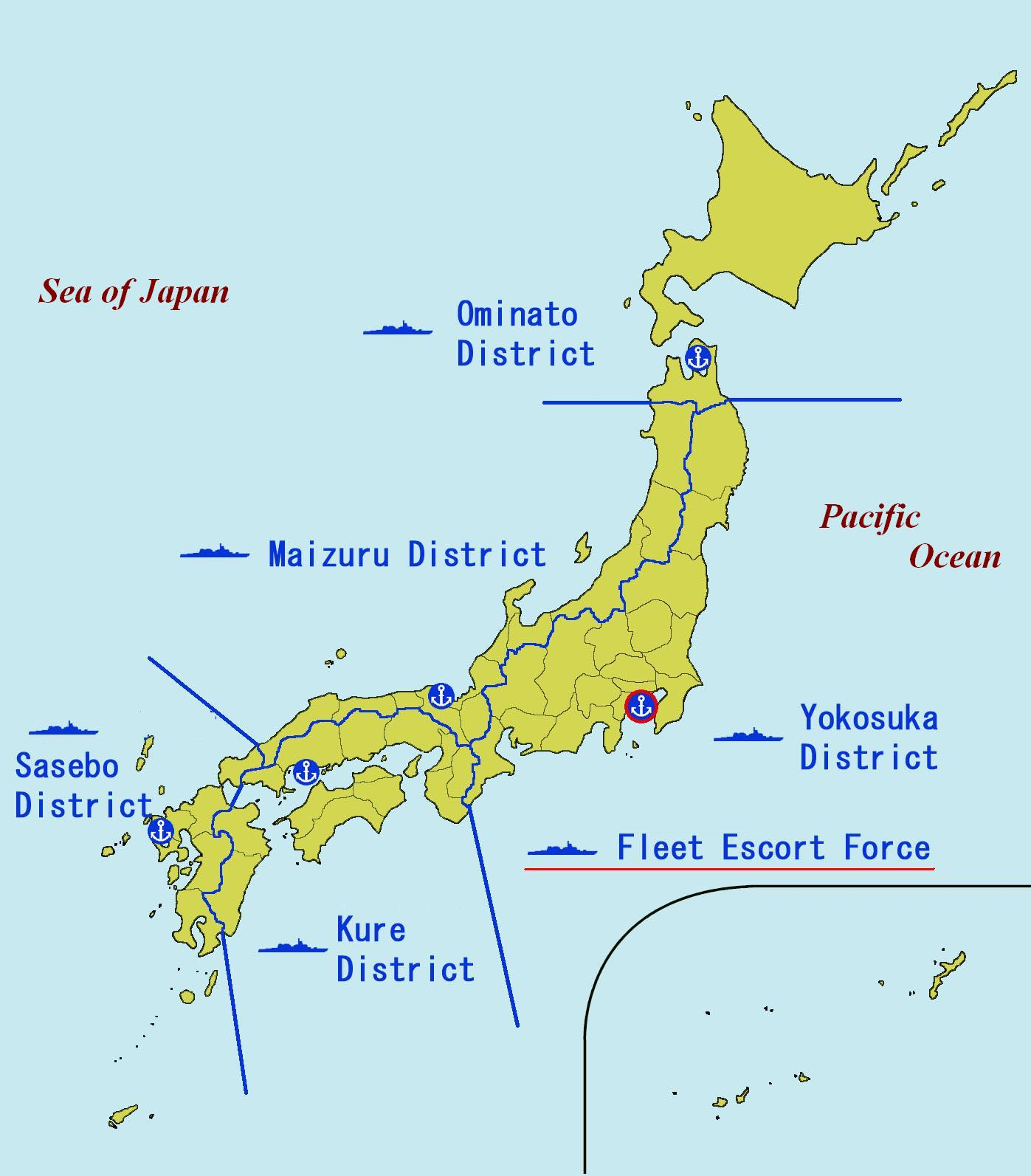
Marinedistrikte

## Einheiten
| Kennung | Name                               | Bauwerft         | Kiellegung        | Stapellauf         | Indienststellung | Heimathafen | Bemerkungen            |
| ------- | ---------------------------------- | ---------------- | ----------------- | ------------------ | ---------------- | ----------- | ---------------------- |
| PG-824  | Hayabusa (はやぶさ, „Wanderfalke“) | MHI, Shimonoseki | 9. November 2000  | 13. Juni 2001      | 25. März 2002    | Maizuru     | 2. Schnellbootdivision |
| PG-825  | Wakataka (わかたか)                | MHI, Shimonoseki | 9. November 2000  | 13. September 2001 | 25. März 2002    | Ōminato     | 1. Schnellbootdivision |
| PG-826  | Otaka (おおたか)                   | MHI, Shimonoseki | 2. Oktober 2001   | 13. Mai 2002       | 24. März 2003    | Sasebo      | 3. Schnellbootdivision |
| PG-827  | Kumataka (くまたか)                | MHI, Shimonoseki | 2. Oktober 2001   | 13. August 2002    | 24. März 2003    | Ōminato     | 1. Schnellbootdivision |
| PG-828  | Umitaka (うみたか)                 | MHI, Shimonoseki | 11. Dezember 2002 | 21. Mai 2003       | 24. März 2004    | Maizuru     | 2. Schnellbootdivision |
| PG-829  | Shirataka (しらたか)               | MHI, Shimonoseki | 11. Dezember 2002 | 8. August 2003     | 24. März 2004    | Sasebo      | 3. Schnellbootdivision |

## Technische Beschreibung

### Rumpf und Antrieb
Der Rumpf eines Schnellbootes der Hayabusa-Klasse ist 50,1 Meter lang, 8,4 Meter breit und hat bei einer Verdrängung von 200 Tonnen einen Tiefgang von 1,7 Metern.
Der Antrieb (COGAG-Antrieb) erfolgt durch drei General Electric LM500-G07 Gasturbinen, welche durch die IHI Corporation in Lizenz produziert wurden. Die Leistung von insgesamt 16.200 PS (11.915 kW) wird durch drei Wellen an je eine Wasserstrahldüse abgegeben und ermöglicht eine Höchstgeschwindigkeit von 44 Knoten (81 km/h).

### Bewaffnung
Neben der aufgeführten Hauptbewaffnung führen die Boote der Klasse noch zwei Mk 36 SRBOC-Werfer zum Abfeuern von Düppel- und Infrarotraketen, zwei körpergesteuerte 12,7-mm-Maschinengewehre (Browning M2) und eine Reihe von Handfeuerwaffen.

#### Geschützturm
Das 76-mm-Geschütz von OTO Melara befindet sich auf dem Vorderdeck vor dem Brückenaufbau. Die Waffe mit 62 Kaliberlängen verschießt eine breite Munitionspalette mit einer Kadenz von bis zu 100/min und einer Mündungsgeschwindigkeit von 925 m/s. Die effektive Reichweite gegen Bodenziele beträgt 16.000 m, gegen Luftziele als Flak bis zu 7.800 m. Das Geschützrohr kann um 35°/s in der Elevation in einem Bereich von +85°/−15° bewegt werden. Die Drehgeschwindigkeit des Turmes beträgt 60°/s. Die Masse wird durch die Verwendung von Leichtmetall reduziert, das Gehäuse besteht aus GFK. Die kleine Mündungsbremse reduziert den Rückstoß von 11 t um 10 % auf 9,9 t, die mittels Hydraulik abgefangen werden.
Das Geschütz arbeitet wie folgt: Unter Deck befindet sich der Doppelbeladering mit einer Aufnahmekapazität von 70 Patronen, die durch die Drehbewegung der Beladeinrichtung von dem äußeren in den inneren Ring befördert werden. Auf der linken Seite wandern die Patronen in eine Förderschnecke in der Drehachse des Turmes, welche die Munition senkrecht nach oben führt. Oben angekommen werden die Geschosse von Pendelarmen entgegengenommen. Diese zwei Pendelarme schwenken alternierend (bewegt sich einer nach oben, schwenkt der andere nach unten) und geben die Patrone an die Zuführtrommel in der Rohrachse ab. Die Patrone fällt auf die Beladeschale, wird angesetzt, der Verschluss steigt und der Schuss kann brechen.

#### Seezielflugkörper
Als Seezielflugkörper sind zwei Starter für je zwei Waffen eingerüstet, welche sich auf dem Achterdeck befinden. Die Typ 90 wird von einem Turbojet angetrieben und mit einem Booster gestartet. Der Flugkörper verfügt über einen Gefechtskopf mit 260 Kilogramm Hochexplosivsprengstoff. Die Navigation zum Ziel erfolgt mit einem inertialen Navigationssystem, während die Typ 90 über dem Wasser zum Ziel navigiert. Dabei kann ein Knick in die Flugbahn eingebaut werden, um das Zielgebiet aus einer bestimmten Richtung anzufliegen. Sobald sich die Rakete in einer vorbestimmten Distanz zum vermuteten Ziel befindet, schaltet sie ihr bordeigenes Radar ein, um das Ziel zu finden. Sobald das Ziel erfasst ist, nähert sich die Lenkwaffe diesem in einer Flughöhe von 5 bis 6 Metern bis zum Einschlag. Die Reichweite beträgt mindestens 150 km.

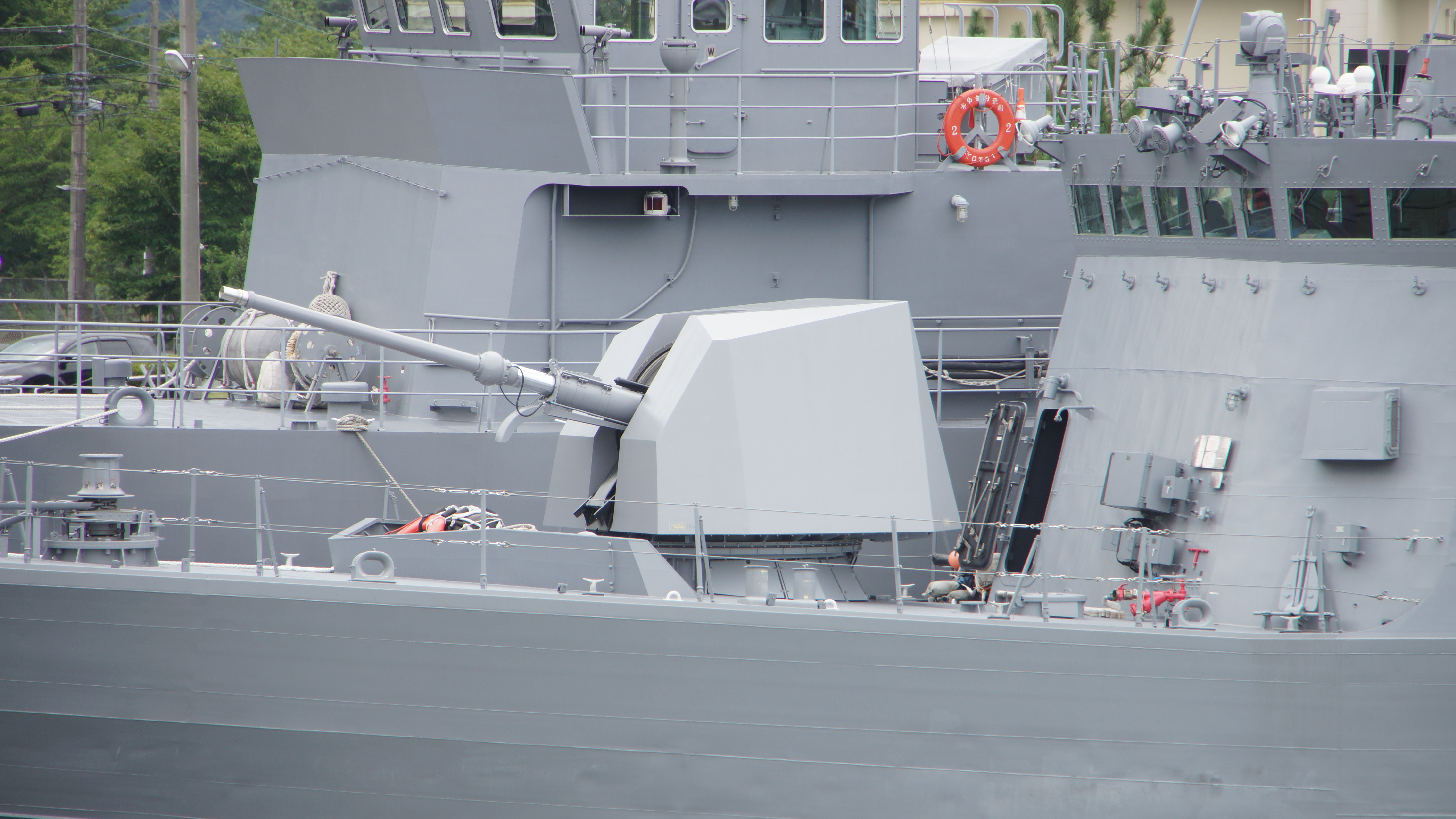
76-mm-Geschützturm der Umitaka
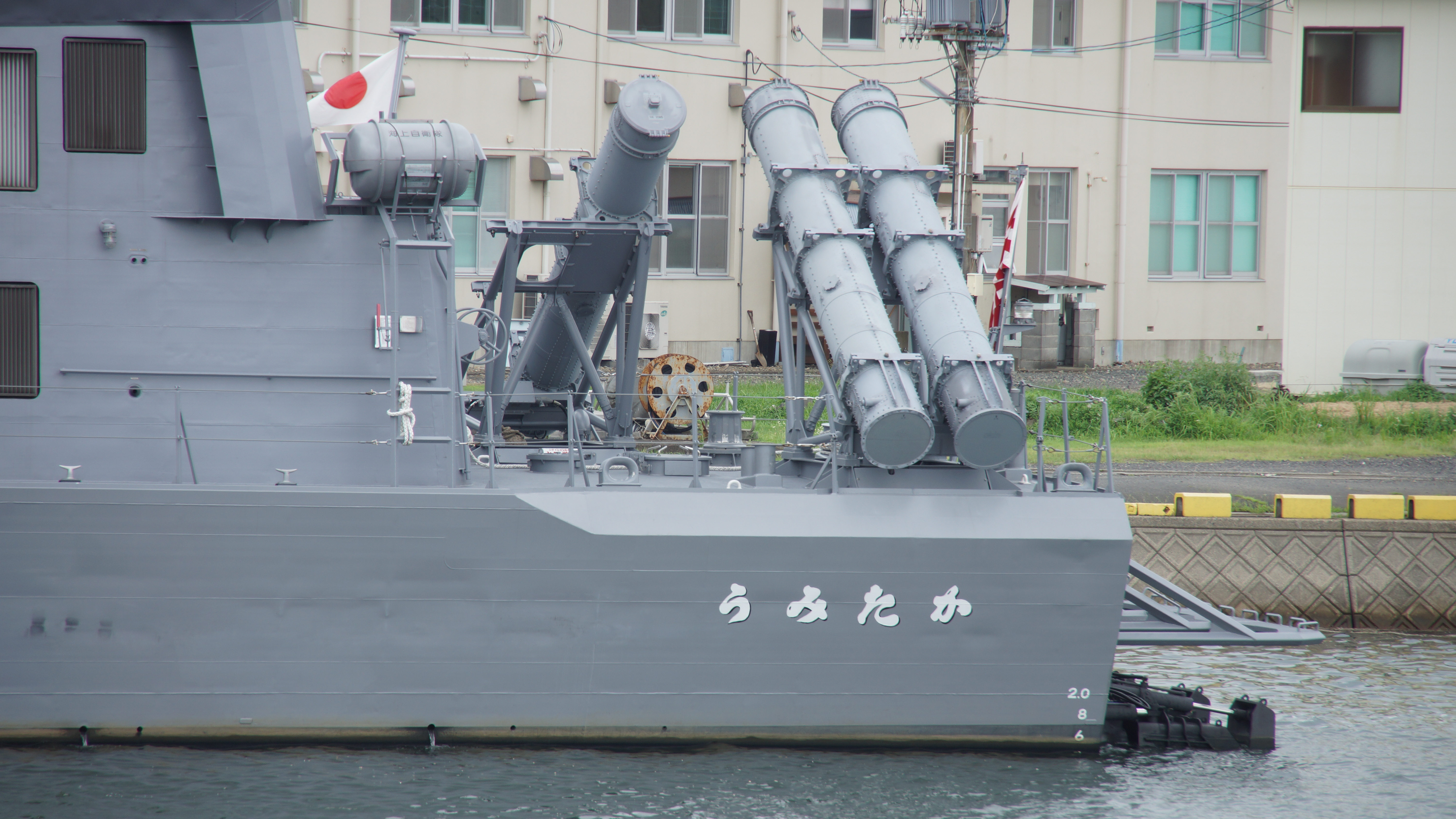
Starter der Typ 90 SSM auf dem Achterdeck der Umitaka
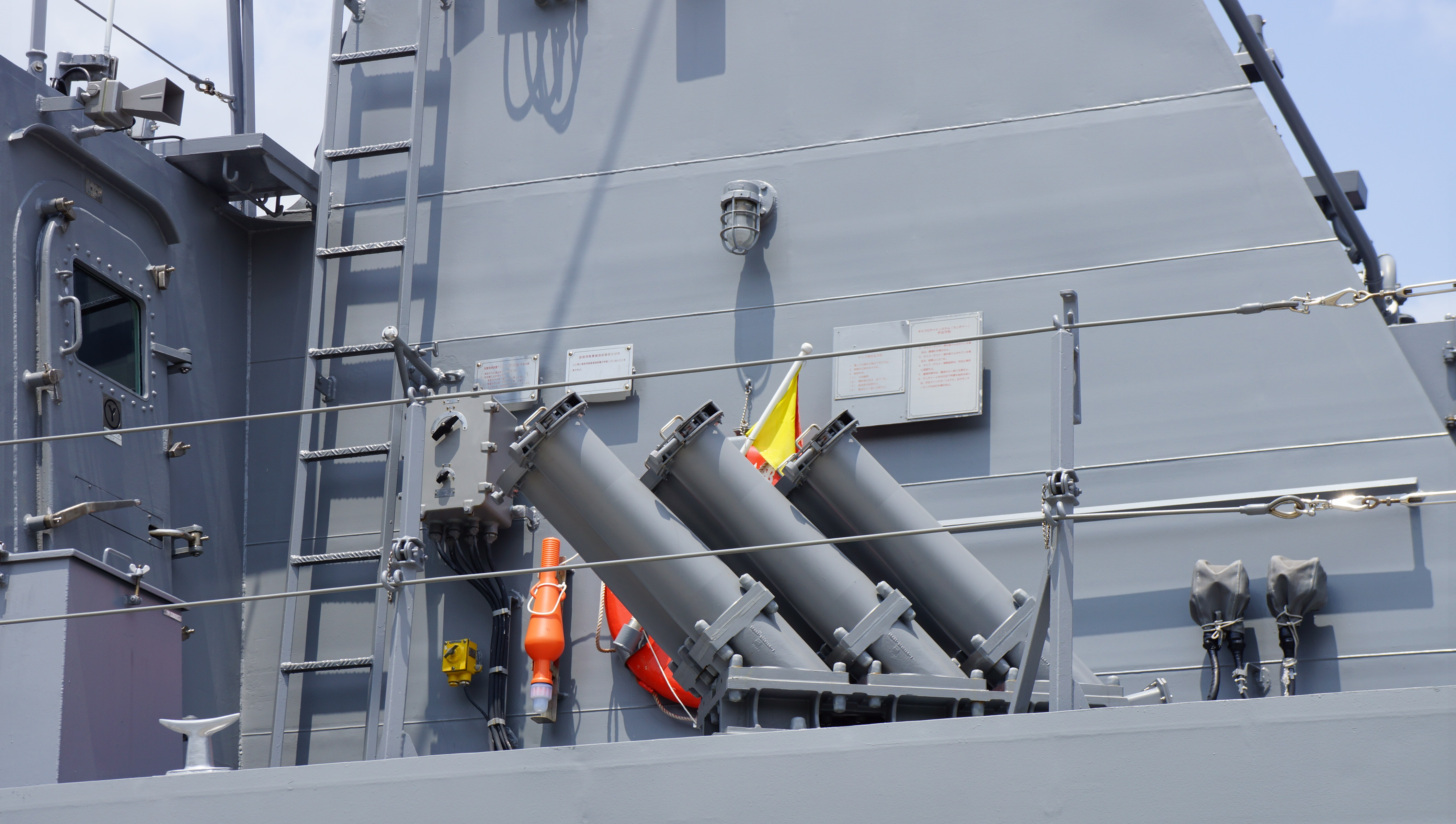
Mk 36 SRBOC-Werfer
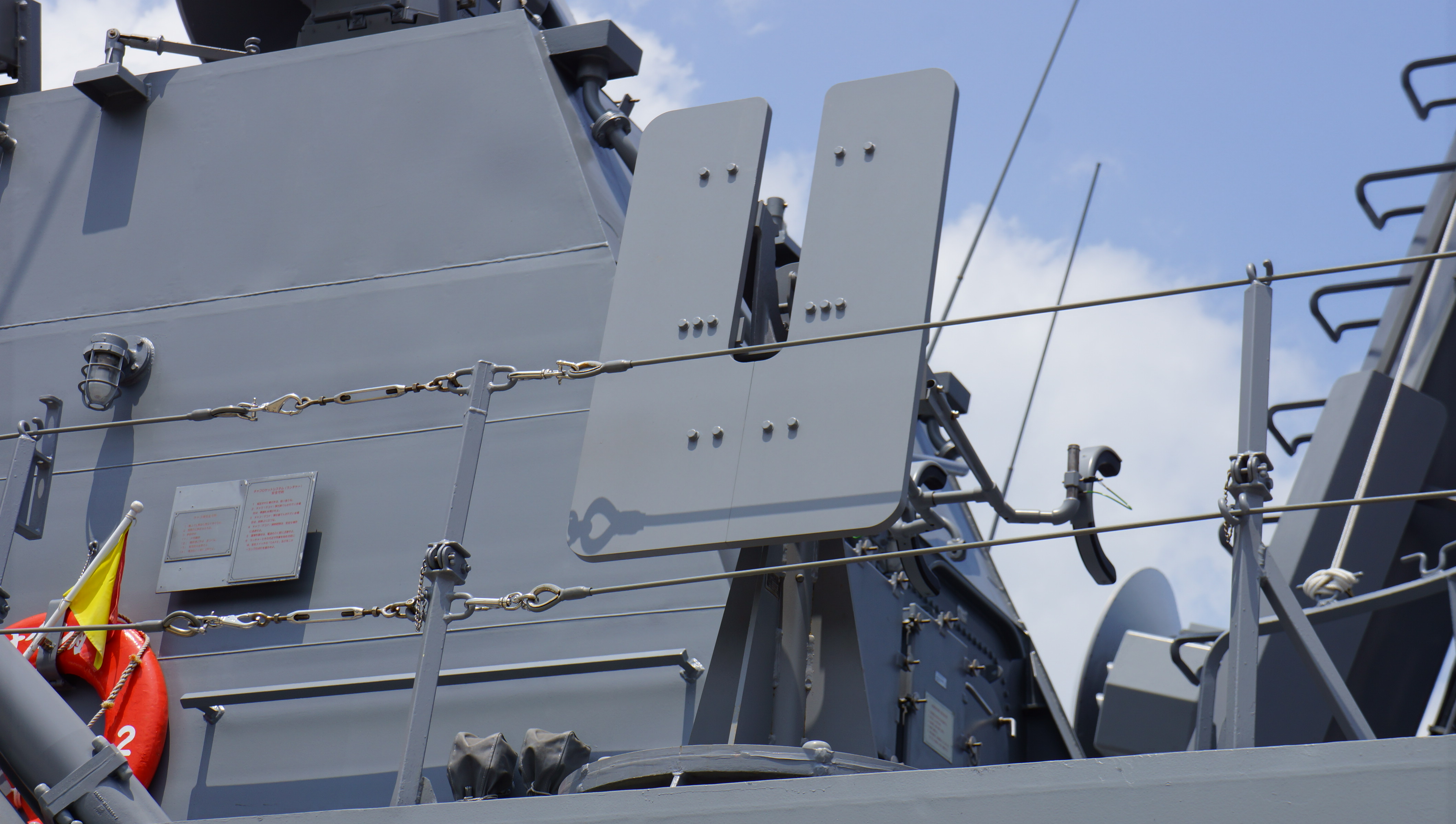
Lafette mit nichteingerüstetem MG für die Browning M2

### Elektronik
Die elektronische Ausrüstung der Boote der Klasse besteht aus einem Feuerleitradar Typ FCS-2-Mod31C, einem Luftraumüberwachungsradar Typ OPS-18 und einem Navigationsradar OPS-20. Des Weiteren für den elektronischen Kampf (EW) um ein NOLR-9B.

## Besatzung
Die Besatzung hatte eine Stärke von 21 Personen (3 Offizieren und 18 Unteroffizieren bzw. Mannschaften).